# مهمند چک
مهمند چک (به انگلیسی: Mehmand Chak) یک روستا در پاکستان است که در پنجاب واقع شده‌است. مهمند چک ۳٬۵۰۰ نفر جمعیت دارد و ۲۷۰ متر بالاتر از سطح دریا واقع شده‌است.